# Tiffany Jackson
Tiffany Jackson (Longview, Texas; 26 de abril de 1985-3 de octubre de 2022) fue una jugadora y entrenadora de baloncesto de Estados Unidos que jugó 10 temporadas en la WNBA.

## Carrera

### Equipos
| Periodo   | Equipo              |
| --------- | ------------------- |
| 2007–2010 | New York Liberty    |
| 2010–2011 | Tulsa Shock         |
| 2013–2015 | Tulsa Shock         |
| 2015-2016 | Maccabi Ashdod B.C. |
| 2017      | Los Angeles Sparks  |

## Logros
- Primer Equipo All-American – USBWA (2005)
- Tercer Equipo All-American – AP (2005)
- Novata del Año de la USBWA (2004)
- McDonald's All-American (2003)

## Estadísticas

### Universidad
| Año     | Equipo | GP  | Pts  | FG%  | 3P%  | FT%  | RPG | APG | SPG | BPG | PPG  |
| ------- | ------ | --- | ---- | ---- | ---- | ---- | --- | --- | --- | --- | ---- |
| 2003–04 | Texas  | 35  | 455  | 47.3 | –    | 72.8 | 7.5 | 1.7 | 1.9 | 1.3 | 13.0 |
| 2004–05 | Texas  | 31  | 568  | 56.0 | –    | 66.7 | 8.7 | 1.8 | 3.3 | 1.9 | 18.3 |
| 2005–06 | Texas  | 25  | 357  | 40.7 | –    | 71.3 | 8.7 | 2.0 | 2.6 | 1.4 | 14.3 |
| 2006–07 | Texas  | 32  | 537  | 41.5 | 33.3 | 68.4 | 9.0 | 2.1 | 2.5 | 1.3 | 16.8 |
| Career  | Texas  | 123 | 1917 | 46.5 | 33.3 | 69.6 | 8.4 | 1.9 | 2.5 | 1.5 | 15.6 |

### Profesional
| Año  | Equipo           | GP | GS | MPG  | FG%  | 3P%  | FT%  | RPG | APG | SPG | BPG | TO  | PPG  |
| ---- | ---------------- | -- | -- | ---- | ---- | ---- | ---- | --- | --- | --- | --- | --- | ---- |
| 2007 | New York         | 34 | 0  | 13.9 | .416 | .000 | .570 | 3.1 | 0.6 | 0.6 | 0.3 | 1.4 | 5.1  |
| 2008 | New York         | 25 | 0  | 19.8 | .516 | .000 | .630 | 5.7 | 1.0 | 0.9 | 0.3 | 1.9 | 8.3  |
| 2009 | New York         | 34 | 9  | 14.6 | .450 | .000 | .719 | 3.4 | 0.7 | 0.6 | 0.3 | 1.2 | 5.3  |
| 2010 | New York / Tulsa | 34 | 17 | 21.1 | .395 | 1000 | .787 | 5.1 | 1.1 | 1.1 | 0.2 | 1.7 | 6.7  |
| 2011 | Tulsa            | 34 | 32 | 33.9 | .456 | .000 | .776 | 8.4 | 2.0 | 1.1 | 0.6 | 2.7 | 12.4 |
| 2013 | Tulsa            | 19 | 10 | 20.7 | .393 | .000 | .654 | 4.5 | 0.7 | 1.3 | 0.2 | 1.4 | 4.4  |
| 2014 | Tulsa            | 7  | 0  | 10.1 | .400 | .000 | .750 | 1.9 | 0.1 | 0.5 | 0.1 | 0.5 | 2.1  |
| 2015 | Tulsa            | 12 | 0  | 23.2 | .500 | .000 | .833 | 4.3 | 0.7 | 0.5 | 0.4 | 1.3 | 4.1  |
| 2017 | Los Angeles      | 26 | 1  | 5.7  | .462 | .000 | .625 | 1.2 | 0.1 | 0.0 | 0.1 | 0.4 | 1.1  |

Fuente:

## Muerte
Jackson murió el 3 de octubre de 2022 de cáncer de seno.